# Longecourt-en-Plaine
Longecourt-en-Plaine is een gemeente in het Franse departement Côte-d'Or (regio Bourgogne-Franche-Comté). De plaats maakt deel uit van het arrondissement Dijon. Longecourt-en-Plaine telde op 1 januari 2022 1.185 inwoners.

## Geografie
De oppervlakte van Longecourt-en-Plaine bedroeg op 1 januari 2022 10,01 vierkante kilometer; de bevolkingsdichtheid was toen 118,4 inwoners per km².
De onderstaande kaart toont de ligging van Longecourt-en-Plaine met de belangrijkste infrastructuur en aangrenzende gemeenten.

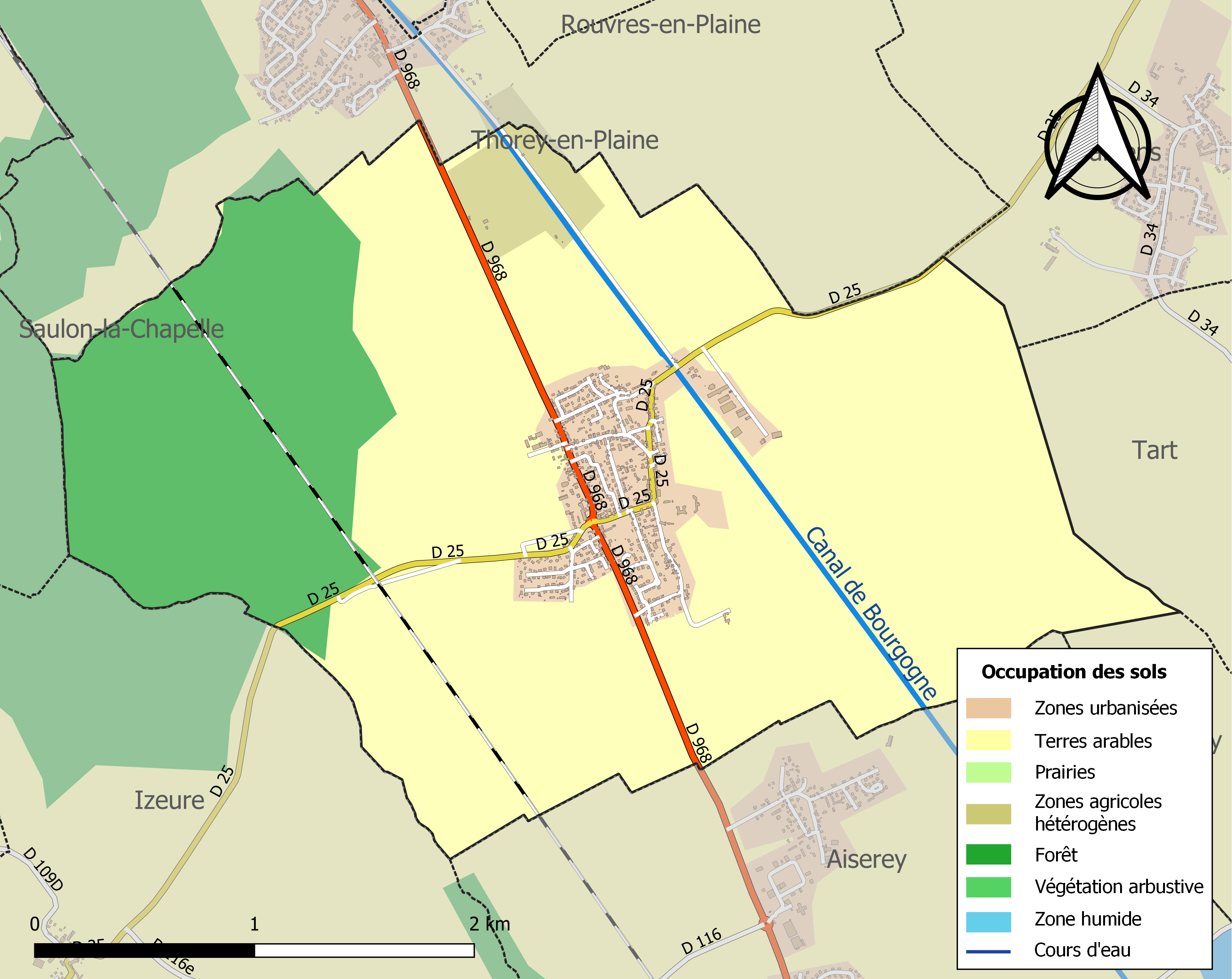

## Demografie
Onderstaande figuur toont het verloop van het inwonertal (bron: INSEE-tellingen).